# Pajusi
Pajusi (deutsch: Pajus) ist eine estnische Landgemeinde im Kreis Jõgeva mit einer Fläche von 232,4 km². Sie hatte 2010 1457 Einwohner (Stand: 1. Januar 2010).
Neben Hauptort Kalana (152 Einwohner) umfasste die Gemeinde die Dörfer Aidu, Arisvere, Kaave, Kalana, Kauru, Kose, Kõpu, Kõrkküla, Lahavere, Loopre, Luige, Mõisaküla, Mõrtsi, Nurga, Pajusi, Pisisaare, Sopimetsa, Tapiku, Tõivere, Uuevälja, Vorsti, Vägari und Väljataguse.
Die Gemeinde war ländlich geprägt (Landwirtschaft, Wälder). Besonders sehenswert das Gutshaus von Pajusi mit seinem im 19. Jahrhundert angelegten, 5,4 Hektar großen Park.